# Ilse Paulis
Ilse Paulis (Leiderdorp, 30 luglio 1993) è una canottiera olandese, vincitrice della medaglia d'oro nel 2 di coppia pesi leggeri a Rio de Janeiro 2016 in coppia con Maaike Head.

## Palmarès
- Olimpiadi

Rio de Janeiro 2016: oro nel 2 di coppia pesi leggeri.
Tokyo 2020: bronzo nel 2 di coppia pesi leggeri.
- Mondiali

Amsterdam 2014: oro nel 4 di coppia pesi leggeri.
Linz-Ottensheim 2019: argento nel due di coppia pesi leggeri.
- Europei

Brandeburgo 2016: oro nel 2 di coppia pesi leggeri.
Račice 2017: argento nel 2 di coppia pesi leggeri.
Glasgow 2018: oro nel 2 di coppia pesi leggeri.
Poznań 2020: oro nel 2 di coppia pesi leggeri.